# Deleng Megaro
Deleng Megaro är ett berg i Indonesien.   Det ligger i provinsen Aceh, i den västra delen av landet, 1 500 km nordväst om huvudstaden Jakarta. Toppen på Deleng Megaro är 1 701 meter över havet.
Terrängen runt Deleng Megaro är kuperad söderut, men norrut är den bergig. Runt Deleng Megaro är det ganska tätbefolkat, med 144 invånare per kvadratkilometer. I omgivningarna runt Deleng Megaro växer i huvudsak städsegrön lövskog.